# Drimia acarophylla
Drimia acarophylla är en sparrisväxtart som beskrevs av E.Brink och A.P.Dold. Drimia acarophylla ingår i släktet Drimia och familjen sparrisväxter. Inga underarter finns listade i Catalogue of Life.